# Schloss Kliczków

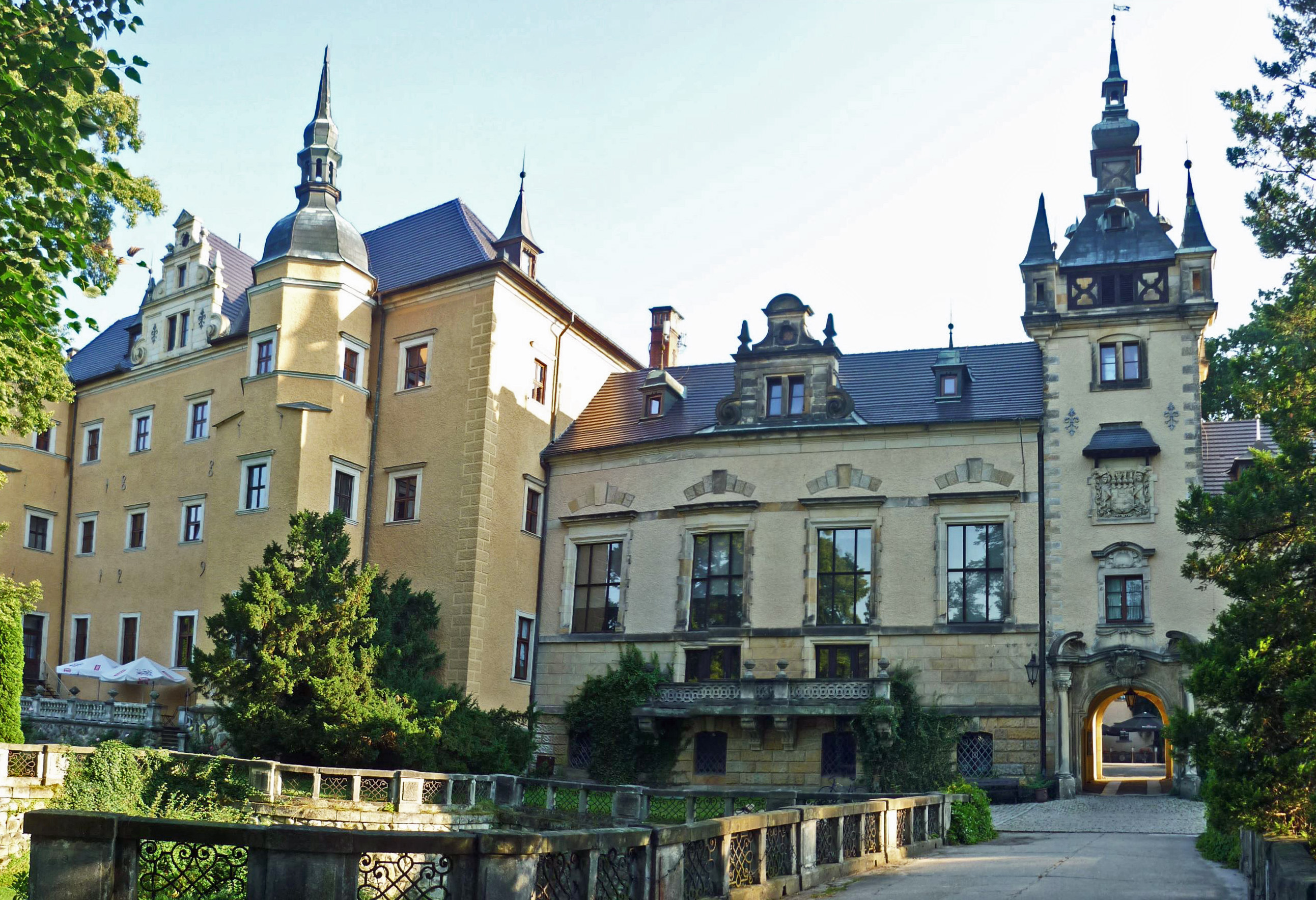
Schloss Klitschdorf

Das Schloss Kliczków (deutsch: Schloss Klitschdorf) befindet sich bei Osiecznica (Wehrau) in Polen und war bis 1944 im Besitz des Hauses Solms-Baruth.

## Geschichte

### Vor 1945

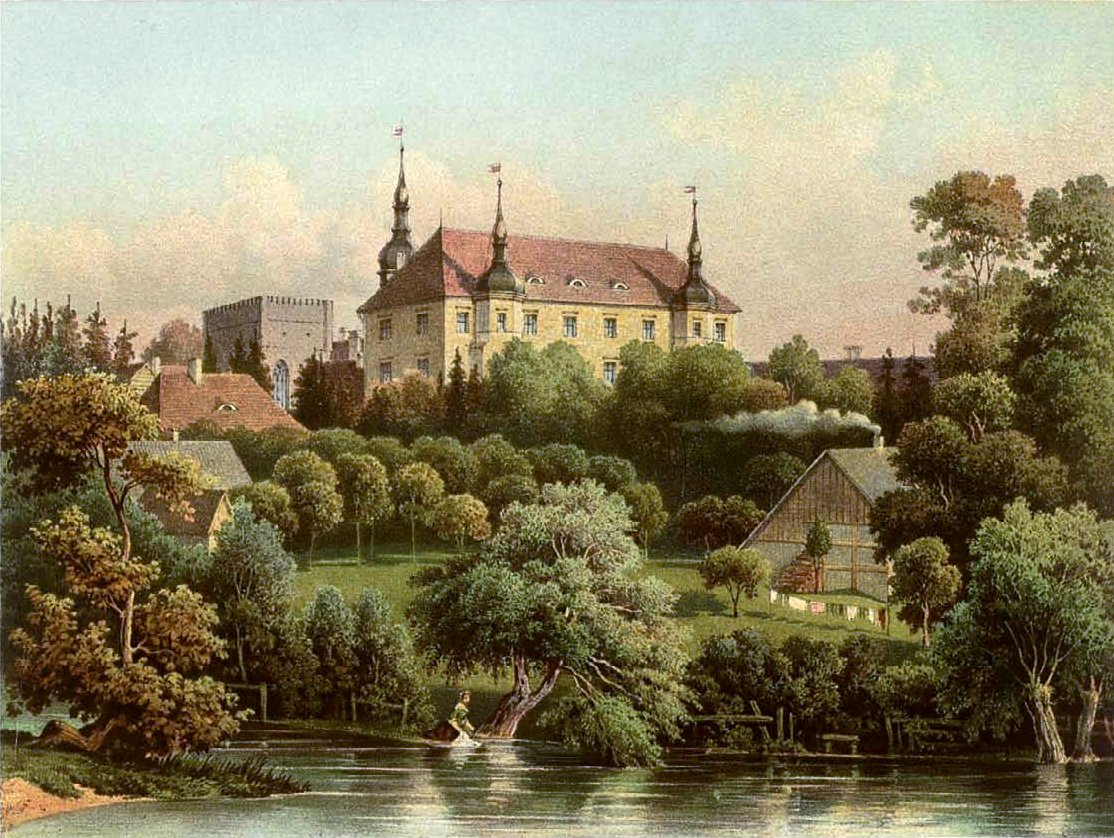
Schloss Klitschdorf um 1862/63, Sammlung Alexander Duncker

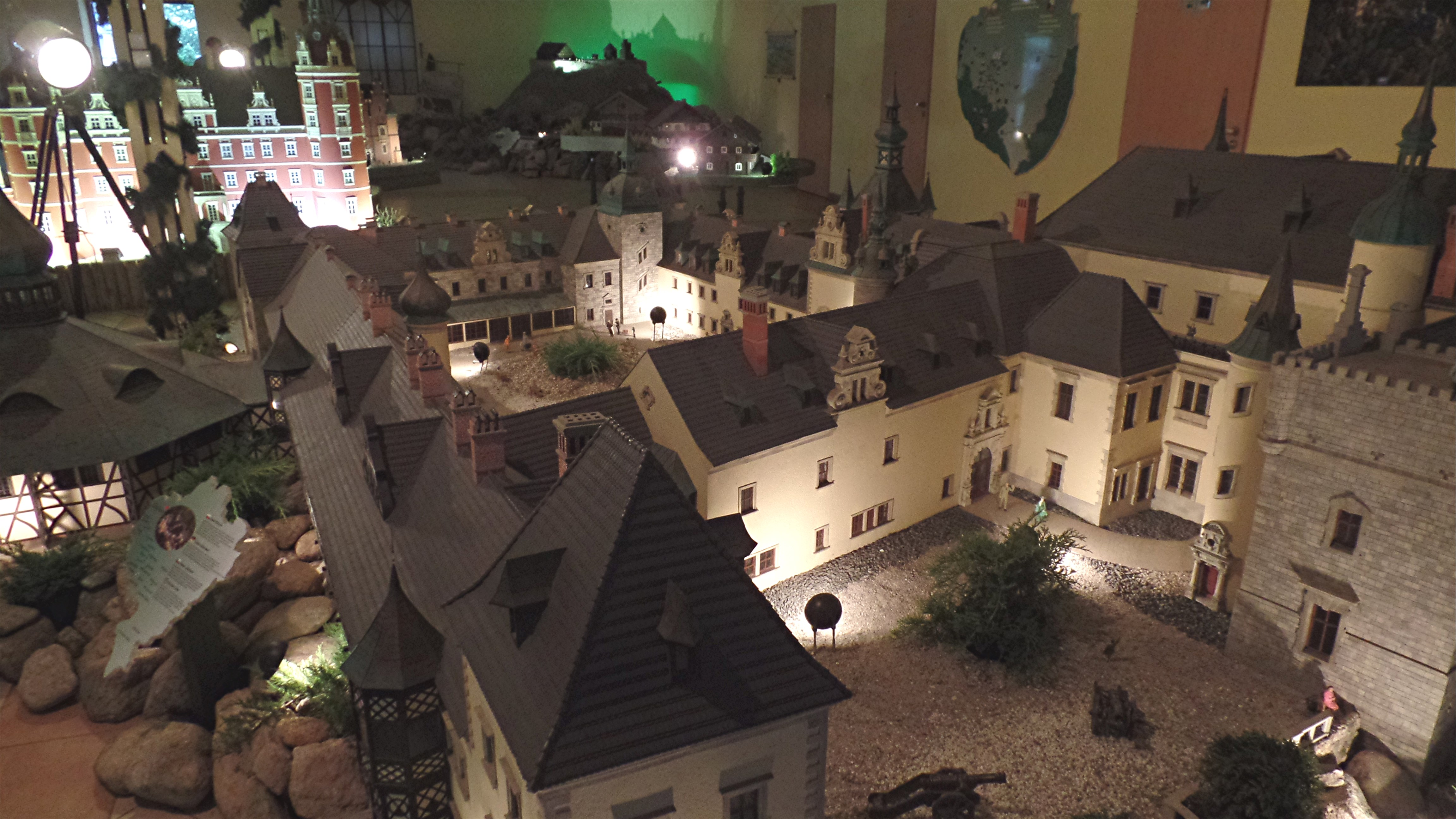
Miniatur der Schlossanlage im Park von Kowary

Klitschdorf wurde 1297 am Queis als Grenz-Wehrburg Bolkos I. von Schweidnitz gegründet. 1391 kam es in den Besitz der ursprünglich sächsischen Familie von Rechenberg. Fast 300 Jahre lang blieben die Güter Klitschdorf und Wehrau in den Händen derer von Rechenberg. Das Hauptgebäude wurde 1585 im Renaissance-Stil errichtet. 1611 stattete der böhmische König Matthias Klitschdorf einen Besuch ab.
1767 kam das Schloss, nach mehreren Besitzerwechseln, durch Kauf in die Hände von Hans Christian Graf zu Solms-Baruth. 1810 wurde der große Ballsaal mit Empire-Ausstattung errichtet. 1881 begannen die Berliner Architekten Heinrich Kayser und Karl von Großheim den umfangreichen Ausbau Klitschdorfs. Sie mischten im Stil der Zeit englische Gotik mit italienischer Renaissance und französischem Manierismus. Eduard Petzold entwarf zeitgleich den 80 ha großen englischen Landschaftsgarten. 1906 weilte Kaiser Wilhelm II. zur Jagd in Klitschdorf. Auch der Kronprinz Wilhelm war gut zwei Jahrzehnte später aus gleichen Gründen zu Gast.
1920 erbte Friedrich Hermann zu Solms-Baruth das Schloss und wählte es zu seinem Hauptwohnsitz. Als Generalbevollmächtigter vor Ort agierte er als Güterdirektor der vormalige Konteradmiral Hans Quaet-Falsem. Sein wichtigster Besitz waren aber die Güter der Standesherrschaft Baruth in den brandenburgischen Kreisen Jüterbog-Luckenwalde und Luckau gelegen. Während der Nazi-Zeit engagierte sich Solms-Baruth im Kreisauer Kreis im Widerstand gegen den Nationalsozialismus. Nach dem misslungenen Anschlag auf Adolf Hitler wurde Solms-Baruth verhaftet und sein Besitz beschlagnahmt.

### Nach 1945
Das Schlossgebäude überstand den Zweiten Weltkrieg beinahe unbeschadet, doch die Innenausstattung wurde von sowjetischen Soldaten geplündert. 1949 zerstörte ein Brand die Wagenhalle und die Gesindestuben. In den 1950er Jahren befand sich im Schloss die örtliche Forstbehörde, die die Innenausstattung schwer vernachlässigte und die Stuckaturen und Kachelöfen zugrunde richtete. Erhalten blieb der Pferdefriedhof der einstigen Besitzer.
1971 erwarb die Technische Hochschule Breslau das Schloss und versuchte vergeblich, das Schloss Klitschdorf zu retten. Nach der politischen Wende übernahm eine Breslauer Firma das Gebäude und baute es zu einem luxuriösen Konferenz- und Erholungszentrum aus, das 1999 eröffnet werden konnte.
Der Schlosspark ist Mitglied des Gartenkulturpfades beiderseits der Neiße. Dies verbessert die Möglichkeiten der Pflege (Parkseminare) und die Aussichten auf Förderung sowie die touristische Erschließung.

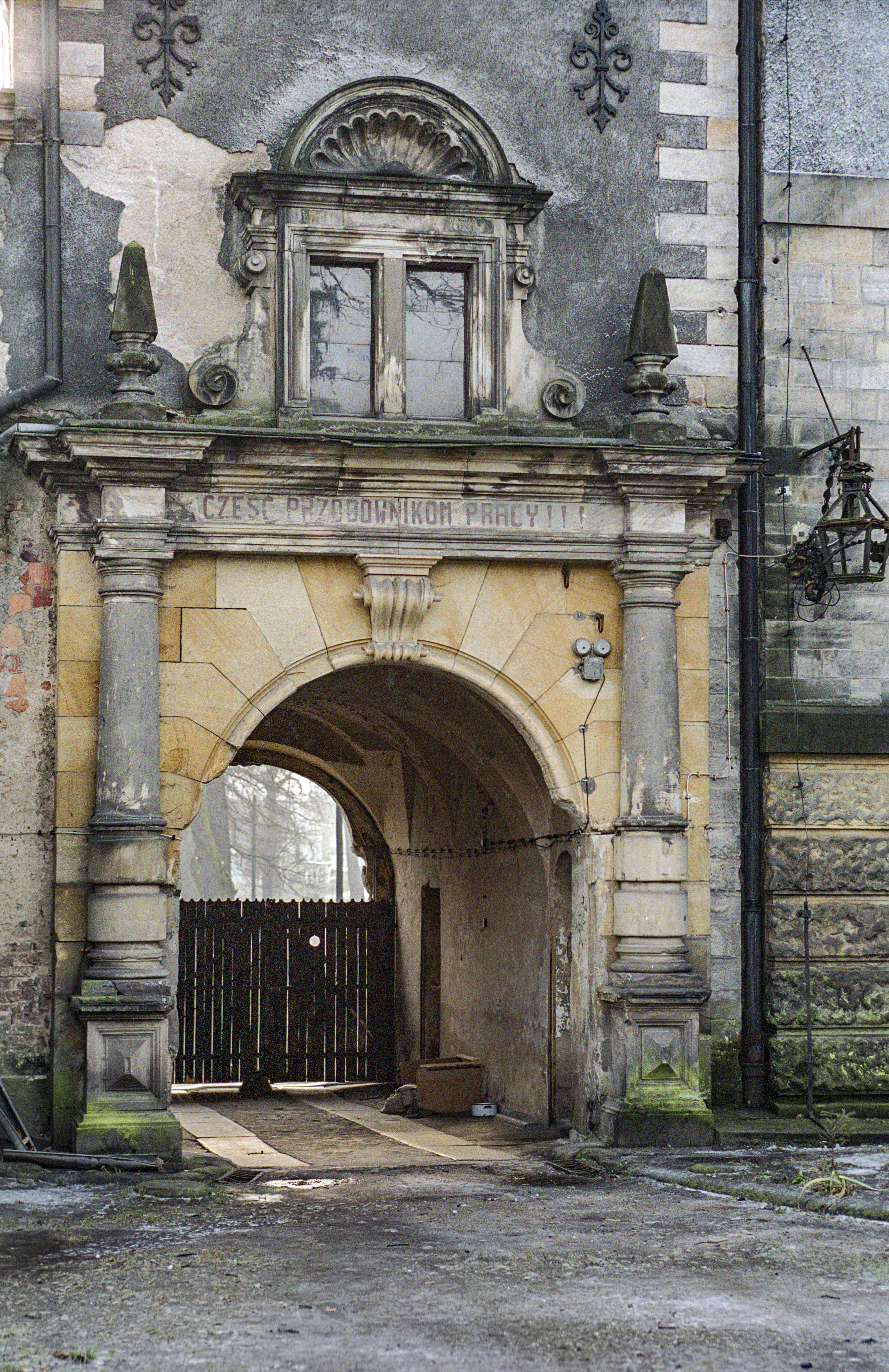
Schloss-Einfahrt mit polnischer Losung „Ruhm den Vorreitern der Arbeit“
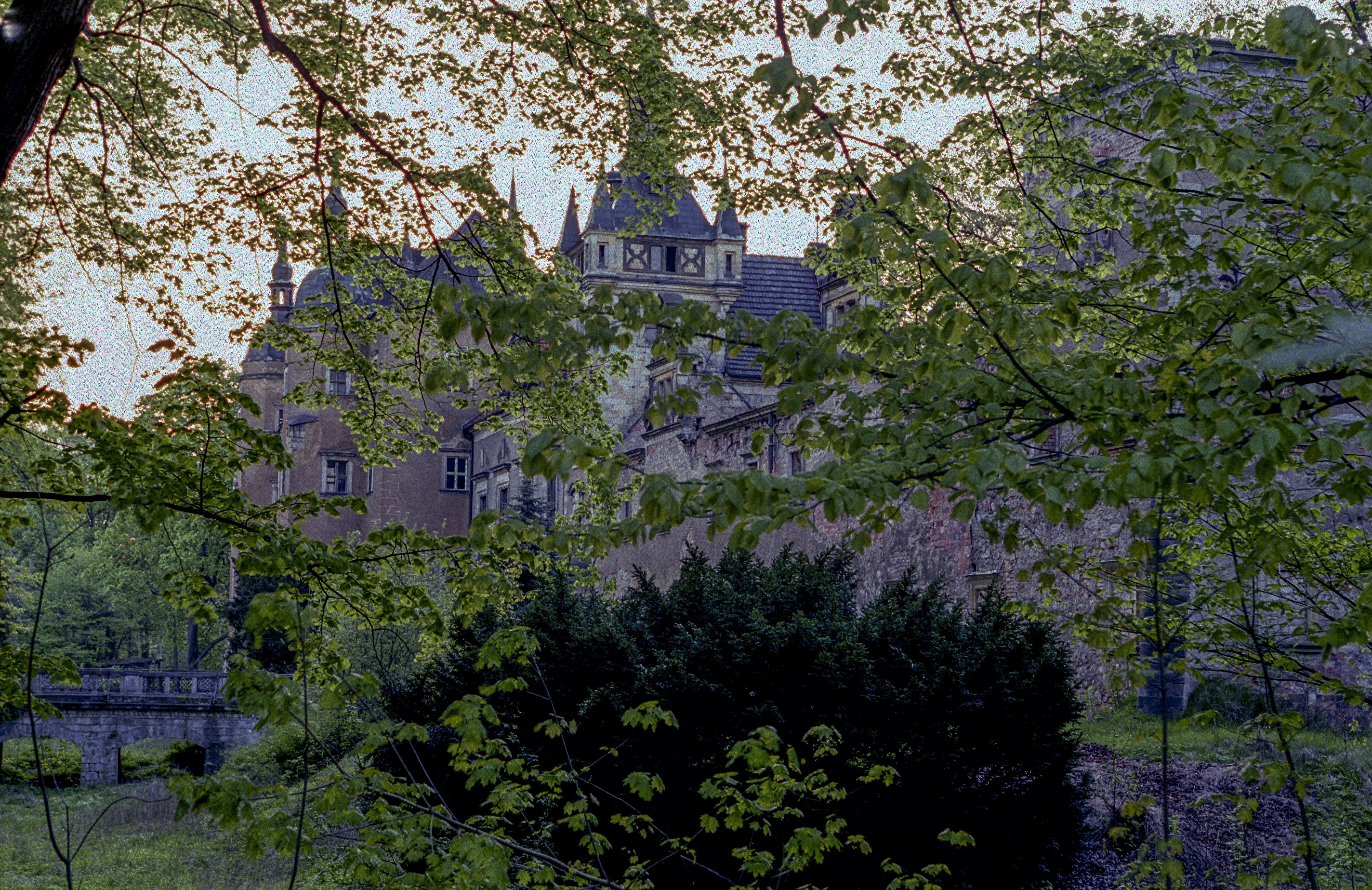
Schloss und Park
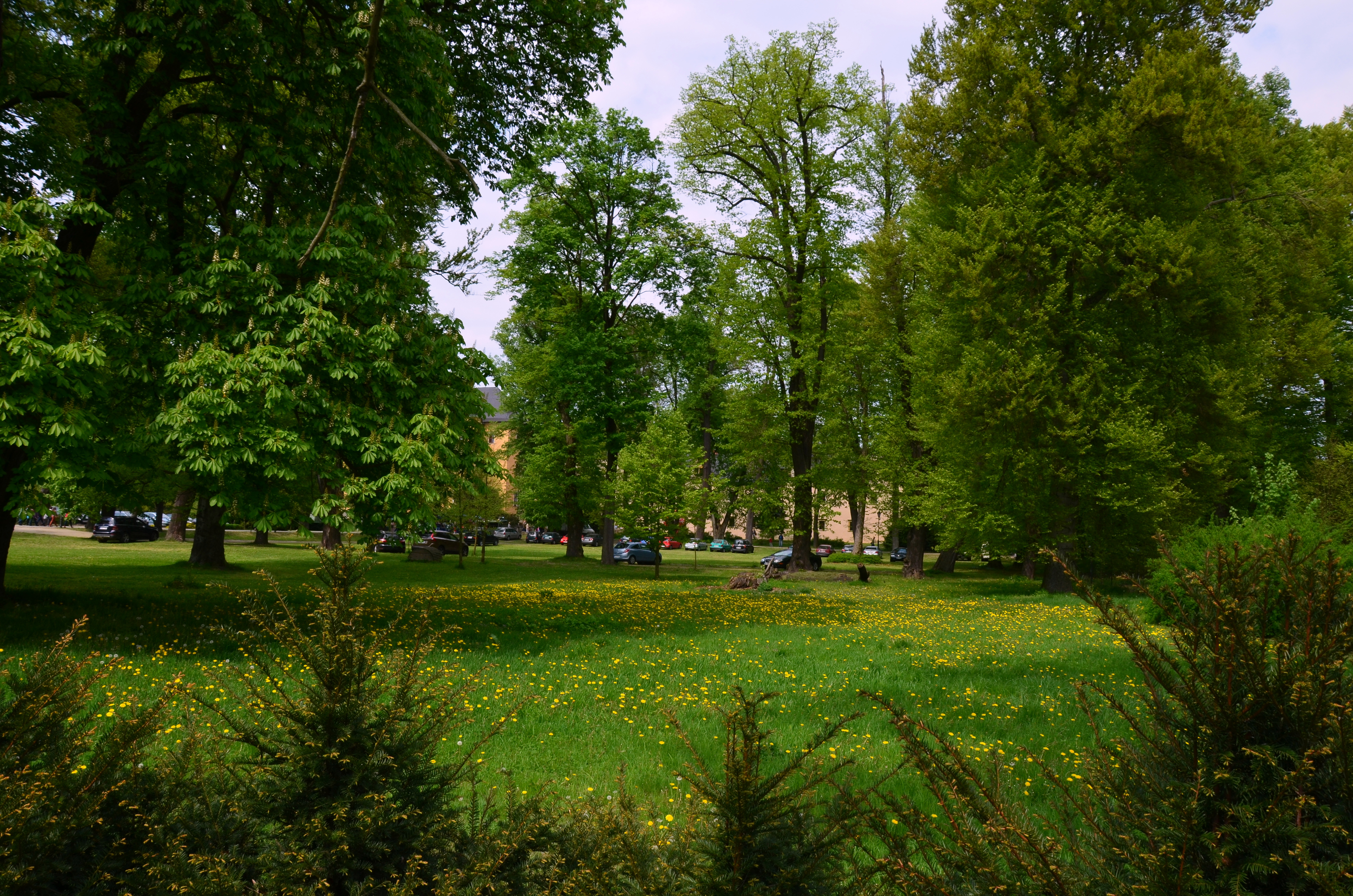
Der Schlosspark
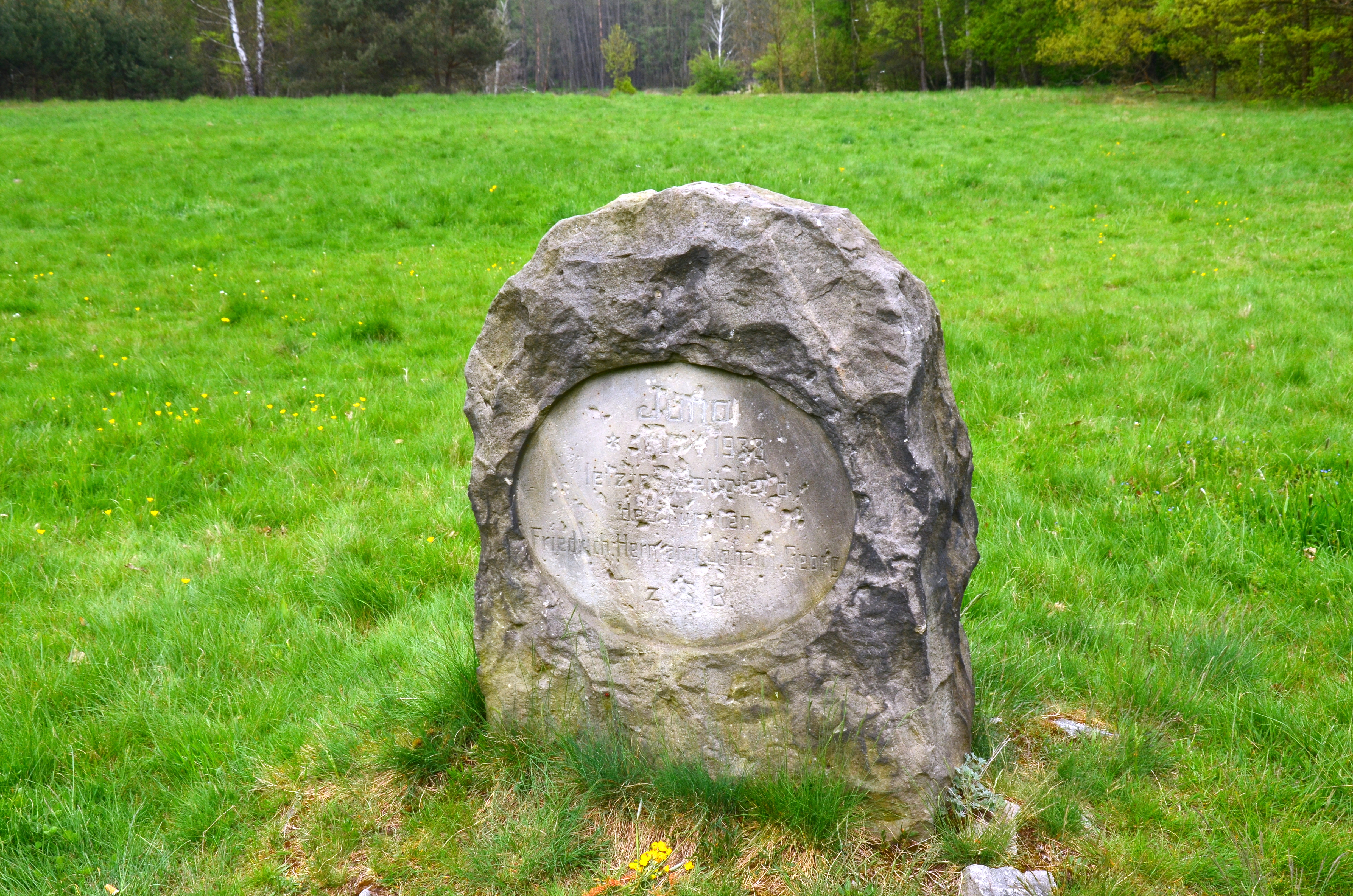
Grabstein auf dem Pferdefriedhof